# Boô

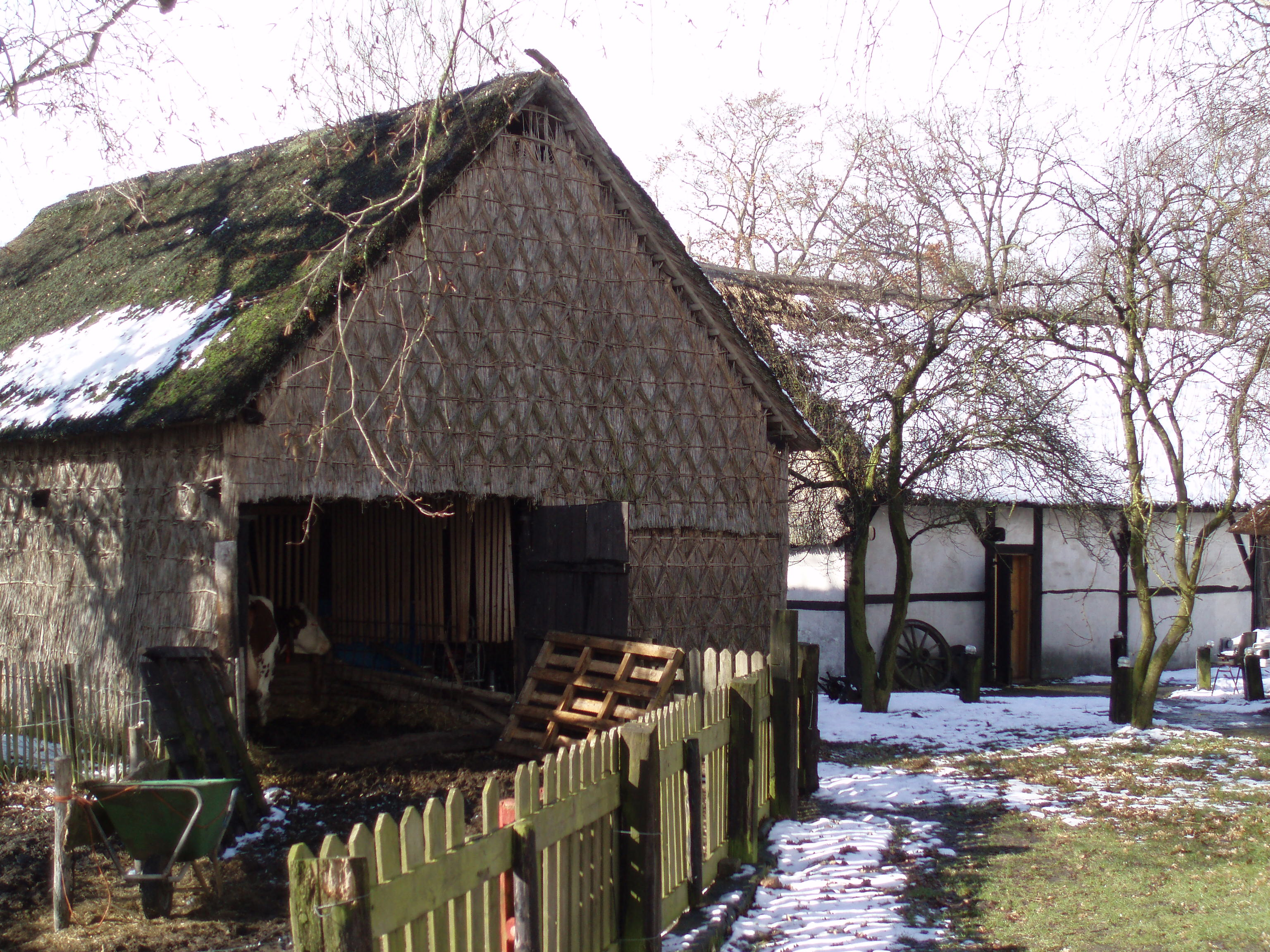
Hekmans Boô

Boô (auch Boo oder Boe) ist ein regionaler Begriff aus dem Emsland für einen Weidestall.
In Boôen wurden bis Anfang des 20. Jahrhunderts Schafe, teils auch Rinder untergebracht. Diese Boôen wurden zumeist aus Stroh, Weiden und Reet (Reetdach) gebaut. Die Bezeichnung ist mit den Begriffen Bude, Viehbude, Viehhütte verwandt.
Der Viehhirte (Boôherr) lebte zusammen mit dem Vieh in der Boô. An der Aa gab es auf der deutschen und niederländischen Seite im 19. Jahrhundert circa 20 Boôen. Die Abstände zwischen den Boôen betrugen circa 1,5 Kilometer.
Trotz der Menschenleere in der Weusten-Region (Wösten bzw. Ringer-Wösten) gab es regen Kontakt zwischen den Boôherren. Aus diesen Kontakten leiten sich heute noch zahlreiche Legenden ab.
Der letzte Boô, der Willems-Boô in Nieuw-Schoonebeek, wurde 1972 restauriert, 2004 aber Opfer eines Brandstifters.